# Système de failles de Marlborough
Le système de failles de Marlborough est une succession de failles toutes orientées du nord-est au sud-ouest, dans la partie nord de l'île du Sud. Elles séparent localement les plaques pacifique et australienne.
Elle se compose notamment des failles de Wairau, d'Awatere (en), de Clarence (en) et de Hope (en). Des failles secondaires ont également été identifiées, notamment celles de Kekerengu (en), Elliott, Kelly et Jordan.
Très actives, ces failles transformantes ont une vitesse de déplacement moyenne d'environ 38 à 41 millimètres par an. Elles sont à l'origine de nombreux et violents séismes.

## Localisation

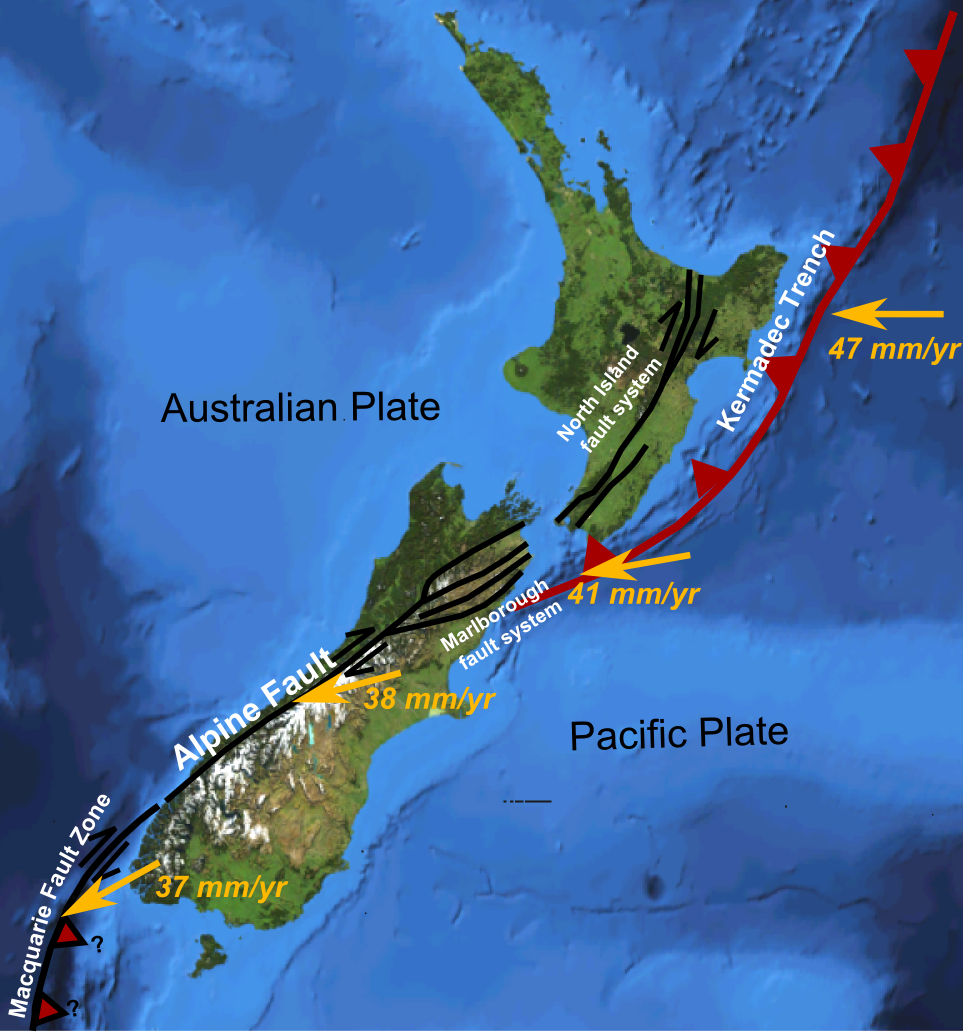
Le système de failles de Marlborough, au contact des plaques pacifique et australienne.

La région de Marlborough se situe au nord-est de l'Île du Sud, en Nouvelle-Zélande. Le système de failles qui porte son nom la traverse de bout en bout du sud-ouest au nord-est.

## Géologie
Les failles constituant le système de Marlborough constituent le prolongement de la faille alpine (en) qui traverse toute l'Île du Sud. Elles se sont formées en réponse à un changement dans les mouvements des plaques au pliocène, il y a environ cinq millions d'années. La direction de la faille alpine, soit 55°-235°, a été déterminée au miocène. Le nouveau vecteur de déplacement de plaque qui caractérise ces failles, est environ de 75°-255°, ce qui a entraîné une augmentation de la convergence. L'ensemble de failles de glissement s'est formé pour s'adapter à ce changement en absorbant la majeure partie de la composante de glissement.

## Failles principales

### Faille de Wairau
La faille de Wairau est la faille la plus septentrionale du système, et également la plus continue. Son taux d'activité est dit « modérément élevé ». Cette classification correspond à un intervalle relativement court de récurrence de séismes majeurs, de l'ordre de 1 500 à 2 500 ans. Par ailleurs, ce niveau d'activité de faille est susceptible de générer des séismes de magnitude supérieure à 7, dont la capacité de déplacement de terrain peut excéder le mètre lors d'un évènement unique,,.

### Faille d'Awatere
La Faille d'Awatere (en) est composée de deux segments, la section de Molesworth au sud-ouest et la section orientale (« Eastern section ») ; entre ces deux sections, une faille secondaire la relie à la faille de Clarence,.

### Faille de Clarence
La faille de Clarence (en) est la plus discontinue du système, sa ramification avec la faille alpine étant mal définie et son prolongement jusqu'à la côte incertain.

### Faille de Hope
La faille de Hope (en), la plus méridionale parmi les principales du système, est également la plus longue, parcourant environ 230 kilomètres, sans compter un tracé sous-marin d'au moins treize kilomètres supplémentaires. C'est aussi la plus fragmentée, avec pas moins de cinq fragments successifs qui sont appelés, du sud-ouest au nord-est, Hurunui, Hope River, Conway et Seaward.

## Séismes connus
De nombreux séismes ont été enregistrés au niveau des failles, notamment le séisme de Marlborough de 1848, le séisme de 2013 à Seddon, le séisme de 2013 au lac Grassmere (en) ou le séisme de 2016 à Kaikoura.
À la suite du séisme de Kaikoura, un prolongement de la faille de Kekerengu est découvert. La faille de Kekerengu-Needles présente notamment la caractéristique d'être partiellement immergée, couvrant 36 kilomètres terrestres et 34 kilomètres sous-marins. Le glissement de cette faille occasionné par le séisme de Kaikoura est, suivant les points de mesure, d'un à deux mètres.